# Три грані часу
«Три грані часу» — науково-фантастичний роман українського письменника Анатолія Дімарова, вперше надрукований 1980 року в збірнику «Друга планета».

## Сюжет
Школяр Юра забув зробити завдання з фізики, через що його батьків викликають до директора. Вдома мати вирішує, що Юрі піде на користь поїхати з батьком у геологічну експедицію до Середньої Азії. Допомагаючи в пошуках мінералів, Юра знаходить у скелі дивний металічний об'єкт, який змінює свою форму.
Дія переноситься в доісторичні часи, коли експедиція інопланетян ієтанів відвідує Землю. Ієтани спостерігають за життям племені мисливців, яке потерпає від голоду. Молодий мисливець А-ку впевнений, що незабаром він неодмінно вб'є великого мамонта, і плем'я матиме вдосталь їжі, а він здобуде звання Великого Мисливця. Проте в нього є суперник, Йо-га. Обоє потрапляють у полон до племені людоїдів, які з'їдають Йо-га, а А-ку вдається втекти завдяки своєму собаці Га-аву. Коли А-ку повертається додому, його хочуть убити, бо він привів за собою ворогів. Однак, мисливцеві вдається відбити напад і він встановлює закон, що плем'я відтоді не вбиватиме й не їстиме собак.
Закінчивши спостереження за А-ку, ієтани лишають у печері сховище своїх знань, яке люди повинні знайти, коли досягнуть вищого шабля розвитку. Юра, побачивши записи про минуле, поспішає розповісти про відкриття, але його кусає змія. Видужавши, Юра вирішує нікому не розповідати про свою знахідку, бо йому не повірять. Згодом стається землетрус і шлях до сховище завалює. В нього лишається тільки уламок кварцу, але Юра вірить, що коли стане дорослим, то повернеться і знайде сховище знову.